# Karl Lamprecht

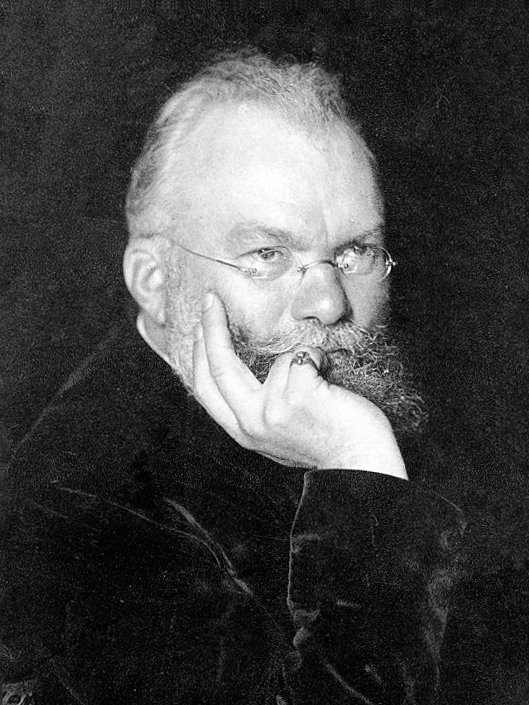
Karl Lamprecht (1909)

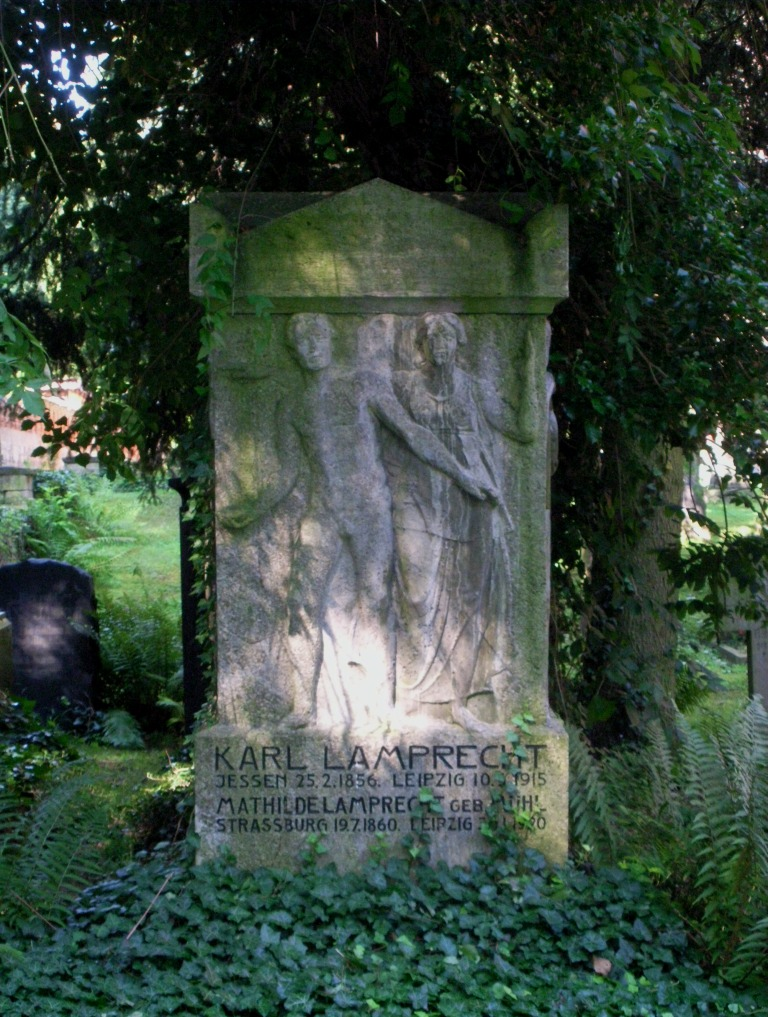
Grabstätte in Schulpforte

Karl Gotthard Lamprecht (* 25. Februar 1856 in Jessen; † 10. Mai 1915 in Leipzig) war ein deutscher Historiker. Lamprecht war Professor für Geschichte an der Universität Leipzig und wurde vor allem durch seine Rolle im Methodenstreit der Geschichtswissenschaft bekannt.

## Leben

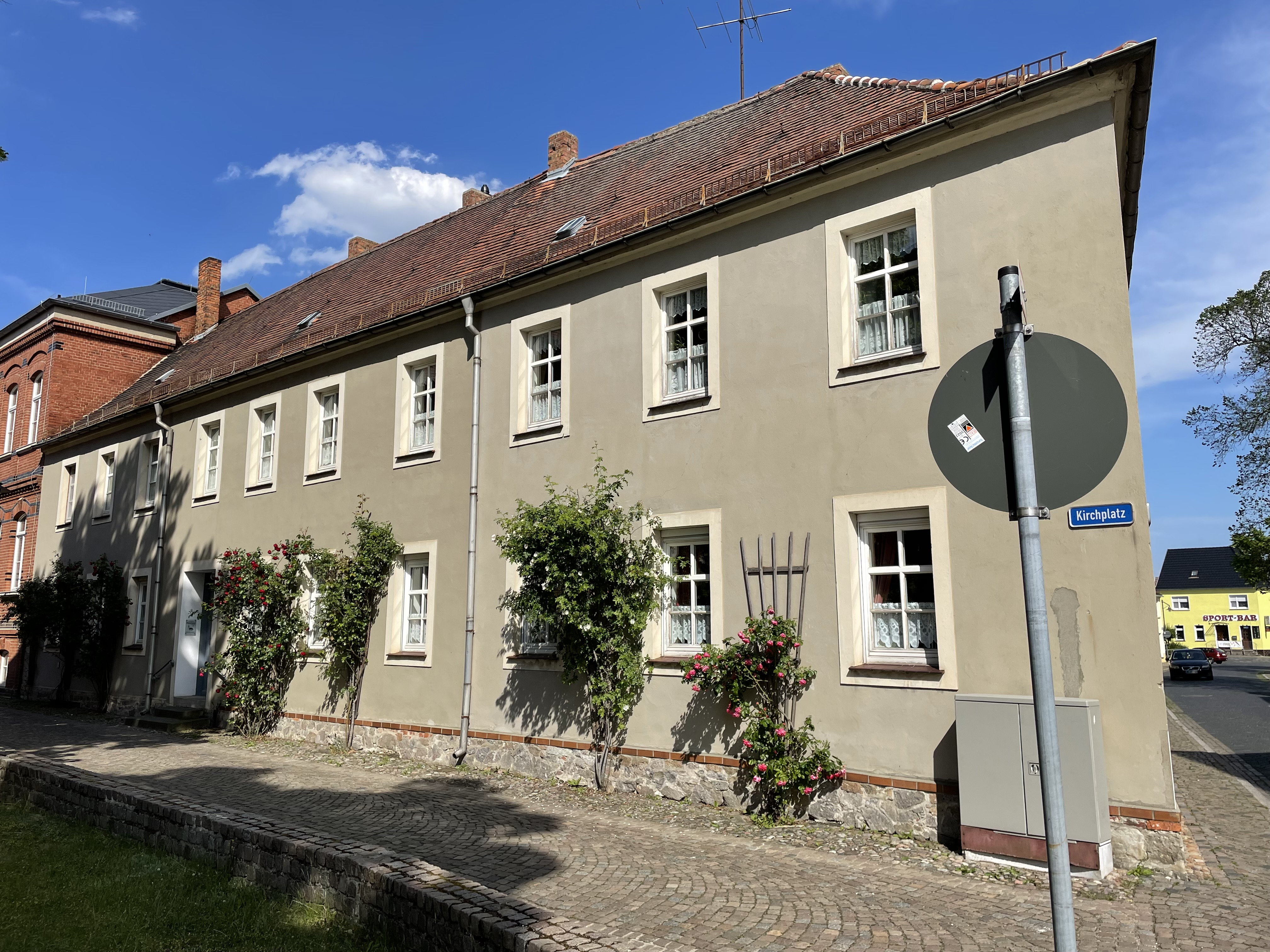
Geburtshaus in Jessen (Elster)

Lamprechts Vater war der Oberpfarrer Carl Nathanael Lamprecht (1804–1878). Sein älterer Bruder Carl Hugo (1845–1910) studierte wie der Vater Theologie und wurde später Superintendent des damaligen Kirchenkreises Osterburg.
Lamprecht war mit Mathilde Mühl (1860–1920) verheiratet, der Ehe entstammten die Kinder Marianne Lamprecht, verheiratete Klein-Walbeck (1888–1946) und Elisabeth („Else“) Lamprecht, verheiratete Rose-Schütz (1890–1978). Sein Grab befindet sich auf dem Friedhof in Schulpforte.

### Studium
Nach dem Besuch der Gymnasien in Wittenberg und Schulpforta studierte Lamprecht ab 1874 an den Universitäten Göttingen, Leipzig und München Geschichte. In Göttingen wurde er Mitglied des 1860 gegründeten Studenten-Gesangvereins der Georgia-Augusta – der Blauen Sänger – im Sondershäuser Verband, in Leipzig verkehrte er bei der Universitätssängerschaft zu St. Pauli in der Deutschen Sängerschaft, deren Ehrenmitglied er später wurde, und in München beim Akademischen Gesangverein im Sondershäuser Verband. In seiner Bonner Zeit wurde er später noch Mitglied der Sängerverbindung Makaria Bonn im Sondershäuser Verband. Außerdem war er Ehrenvorsitzender und Ehrenmitglied des Akademisch-Heraldischen Vereins, der nachmaligen Burschenschaft Roter Löwe zu Leipzig.
Unter dem Einfluss des Nationalökonomen Wilhelm Roscher beschäftigte Lamprecht sich verstärkt mit der Wirtschaftsgeschichte und wurde 1878 an der Philosophischen Fakultät der Universität Leipzig bei Wilhelm Roscher und dem Historiker Carl von Noorden mit Beiträge[n] zur Geschichte des französischen Wirtschaftslebens im 11. Jahrhundert promoviert.
Da Lamprecht nach dem Tod seines Vaters keine Chance sah, ohne festes Gehalt (weiter nur auf die Kollegiengelder angewiesen) als Privatdozent zu arbeiten, legte er 1879 das Staatsexamen für das höhere Lehramt ab und absolvierte ein Probejahr. Im selben Jahr wurde er Hauslehrer bei dem Kölner Bankier Deichmann und lernte dort den rheinischen Industriellen Gustav von Mevissen kennen, dank dessen Stipendium er die rheinische Wirtschaftsgeschichte studieren konnte. 1881 gründete er mit Mevissen die Gesellschaft für Rheinische Geschichtskunde. Zusammen mit Felix Hettner, dem Direktor des Trierer Provinzial-Museums, gab er 1881–1891 die Westdeutsche Zeitschrift für Geschichte und Kunst heraus.

### Beruflicher Werdegang
1880 habilitierte Lamprecht sich in Bonn bei Wilhelm Maurenbrecher über die Geschichtsschreibung von Dietrich Engelhus und wurde dort Privatdozent. Die Arbeit blieb ungedruckt, da sie nur zum Teil vollendet war. In den 1880er Jahren war Lamprecht Mitarbeiter am Editionsprojekt Die Chroniken der deutschen Städte der Historischen Kommission bei der Bayerischen Akademie der Wissenschaften unter Leitung von Karl Hegel. 1888 ernannte man ihn zum außerordentlichen Professor. 1890 erhielt er den Ruf als ordentlicher Professor nach Marburg in der Nachfolge Conrad Varrentrapps. Bereits 1891 übernahm er den Leipziger Lehrstuhl für mittelalterliche und neuere Geschichte in der Nachfolge von Georg Voigt (1827–1891) und wurde 2. Direktor des Historischen Seminars der Universität Leipzig neben Wilhelm Maurenbrecher, dem er die Durchsetzung seiner Berufung nach Leipzig zu verdanken hatte. Nach dem Tod Maurenbrechers hatte Lamprecht bis 1915 die alleinige Geschäftsführung des Seminars inne. 1898 gründete er zusammen mit dem Geographen Friedrich Ratzel das historisch-geographische Seminar. 1910/11 war er als Rektor der Universität Leipzig in der Studienreform tätig und verankerte unter anderem die Stellung der Fachschaft in der Universitätsverfassung. Seit 1892 war er ordentliches Mitglied der Königlich Sächsischen Gesellschaft der Wissenschaften.
Lamprecht regte 1906 die Gründung des Seminars für Landesgeschichte und Siedlungskunde an, das unter der Leitung Rudolf Kötzschkes (1867–1949) stand, und gründete 1909 das königlich-sächsische Institut für Kultur- und Universalgeschichte, das erste geisteswissenschaftliche Institut in Deutschland, das nicht der Universität, sondern direkt dem Ministerium unterstand. Weitere zehn Institutsgründungen waren geplant. Sein Nachfolger als Direktor war Walter Goetz.
1896 gründete er die königliche Sächsische Kommission für Geschichte. Außerdem war er Mitglied im Alldeutschen Verband und der Gesellschaft für Hochschulpädagogik, deren Vorsitzender er 1911 wurde. 1904 wurde er als assoziiertes Mitglied in die Académie royale des Sciences, des Lettres et des Beaux-Arts de Belgique (Classe des Lettres et des Sciences morales et politiques) aufgenommen.
Enge Kontakte hatte Lamprecht unter anderem zu dem Psychologen Wilhelm Wundt und dem Chemiker Wilhelm Ostwald.

### Wissenschaftliche Entwicklung
Gegenüber den zu dieser Zeit das akademische Leben in Deutschland beherrschenden Neo-Rankeanern betonte Lamprecht die Bedeutung der Kulturgeschichte, der materiellen Faktoren und von Gruppen (Assoziationen) in der Geschichte. Der Satz, es komme nicht darauf an, zu zeigen, wie es eigentlich gewesen ist (Ranke), sondern wie es geworden sei, fasst Lamprechts Einstellung prägnant zusammen. Dem herrschenden Individualismus, dem Glauben, dass „große Männer“ Geschichte machen (Heinrich von Treitschke), stellte Lamprecht die Bedeutung der Umgebung und vor allem der wirtschaftlichen Entwicklung entgegen, er nahm auch an, dass sich in der Geschichte Regelhaftigkeiten entdecken ließen, ohne deshalb die Freiheit des Individuums zu leugnen.

### Methodenstreit der Geschichtswissenschaft
Der Methodenstreit ab den 1890er Jahren entzündete sich im Zusammenhang mit Lamprechts Deutscher Geschichte, allerdings nicht so sehr daran, dass sie primär eine Abhandlung der Kultur- und Wirtschaftsgeschichte ist. Wesentlich bedeutsamer war die Frage, welche Art von Geschichtsschreibung den neuen Anforderungen sowohl aus der Gesellschaft, als auch aus der Naturwissenschaft gerecht werden konnte. Lamprecht meinte, dass Kultur- und Wirtschaftsgeschichte primär, Politik- und Personengeschichte dagegen sekundär seien.
Der jüngere Lamprecht, durch den deutschen Nationalökonomen Wilhelm Roscher beeinflusst, hatte sich wirtschaftsgeschichtlichen Fragen zugewandt. Der deskriptiven Auffassung der Geschichte, wie sie Leopold von Ranke und sämtliche ihm nachfolgenden Schulen bis dahin vertreten hatten, setzte er eine auf die historische Entwicklung von Arbeit und Wirtschaft fußende genetisch-evolutionäre Schule entgegen. Auch die Staaten wurden bei ihm als sekundäre Erscheinungen betrachtet. Lamprecht ging es nicht um die staats- und ereignisgeschichtliche Darstellung, sondern um dieser zugrundeliegende „Gesetzmäßigkeiten“.
Damit stieß Lamprecht auf den Widerstand der deutschen Geschichtswissenschaft, insbesondere der „Neorankeaner“. Georg von Below, Max Lenz und Felix Rachfahl warfen Lamprecht unsaubere Zitierweise vor. Zu seinen weiteren Gegnern zählten Hans Delbrück, Friedrich Meinecke, Hermann Oncken, Max Weber und Gustav von Schmoller. Härter noch war der Vorwurf des Positivismus und des Materialismus, dem er ausgesetzt wurde, weil der erste Band seiner Deutschen Geschichte durch den sozialdemokratischen Historiker Franz Mehring wohlwollend rezensiert worden war.
In Lamprechts Universalgeschichtskonzeption und der ihr zugrundeliegenden Theorie der Psychogenese ist schließlich der Einfluss der Völkerpsychologie Wilhelm Wundts erkennbar. So gelangte Lamprecht zu der Theorie, dass die historische Entwicklung des Nationalbewusstseins nach „Kulturzeitaltern“ periodisiert werden könne. Diesen Stadien entsprächen Stufen wirtschaftlicher Kulturentwicklung, die Lamprecht folgendermaßen charakterisierte:
- Symbolismus (bis 350 n. Chr., Okkupationswirtschaft)
- Typismus (350–1050, marktgenössische Natural- und Geldwirtschaft)
- Konventionalismus (1050–1450, grundherrliche Natural- und Geldwirtschaft)
- Individualismus (1450–1700, genossenschaftlicher Handel und Geldwirtschaft)
- Subjektivismus (ab 1700, Markt- und Geldwirtschaft, Individualhandel und -industrie)

Dementsprechend erfolgte auch seine Periodisierung der deutschen Geschichte nach „Kulturzeitaltern“. So erklärte er die Dekadenzphänomene Ende des 19. Jahrhunderts mit der Überspannung, Übersättigung und Übermüdung der bürgerlichen Unternehmer, die selbst an dem „rasenden Zeitmaß“ der Gesellschaft, das sie geschaffen hätten, litten.
Die deutsche Geschichtswissenschaft lehnte Lamprechts neuartigen methodischen Ansatz überwiegend ab, zeitgenössische Historiker feindeten ihn sogar dafür an. Seine Deutsche Geschichte erschien, ehe sie vollständig durchgearbeitet war. Georg von Below gehörte zu den heftigsten Gegnern Lamprechts und schrieb, man müsse in Bezug auf seine wissenschaftliche Arbeit „die Axt gebrauchen“. Im Zuge des „Below-Lamprecht-Streits“ wurde der zwar streitbare, aber ausgewogen urteilende und sich keiner historischen Schule verschreibende Historiker Karl Hegel zu den „namhaften Leuten“ gezählt, die im Zuge der gerichtlichen Auseinandersetzung der beiden Kontrahenten aussagen sollten, und der bei beiden hoch angesehen war.
In der deutschen historischen „Zunft“ war Lamprecht daher isoliert. In Frankreich dagegen wurde seine Kulturgeschichtskonzeption positiv aufgenommen und übte Einfluss auf die strukturgeschichtliche Annales-Schule aus.
Der Gesamtverein der deutschen Geschichts- und Altertumsvereine vergibt die Karl-Lamprecht-Medaille für außergewöhnliche Leistungen von Persönlichkeiten und Institutionen für den Gesamtverein und die deutsche Landesgeschichte.

## Werke (Auswahl)

### Deutsche Geschichte
- Deutsche Geschichte. Zwölf Bände und zwei unvollständige Bände. Berlin 1891–1909.
- Deutsche Geschichte. Zwölf Bände in neunzehn Büchern. Hermann Heyfelder & Weidmannsche Buchhandlung, Berlin 1906–1911.
  - Erste Abteilung: Urzeit und Mittelalter. Zeitalter des symbolischen, typischen und konventionellen Seelenlebens. Band 1–4.
  - Zweite Abteilung: Neuere Zeit. Zeitalter des individuellen Seelenlebens. Band 5.1–7.2.
  - Dritte Abteilung: Neueste Zeit. Zeitalter des subjektiven Seelenlebens. Band 8.1–11.2.
  - Schlussband (Band 12): Anhang, Bibliographie, Register.
  - Drei Ergänzungsbände: Zur jüngsten deutschen Vergangenheit.
    - 1. Band: Tonkunst – Bildende Kunst – Dichtung – Weltanschauung.
    - 2. Band, 1. Hälfte: Wirtschaftsleben – Soziale Entwicklung.
    - 2. Band, 2. Hälfte: Innere Politik – Äußere Politik.

### Weitere Werke
- Deutsches Wirtschaftsleben im Mittelalter. 3 in 4 Bänden. Dürr, Leipzig 1885/1886 (Digitalisate: Band I, 1, Band I, 2, Band II, Band III); Nachdruck: Aalen 1969.
- Die Chroniken der westfälischen und niederrheinischen Städte. Dortmund, Neuß. Hrsg. unter Mitarbeit von Johannes Franck, Joseph Hansen, Carl Nörrenberg und Adolf Ulrich, Band 1, Leipzig 1887.
- Alte und neue Richtungen in der Geschichtswissenschaft. Gaertner, Leipzig 1896 (Digitalisat; enthält: I. Über geschichtliche Auffassung und geschichtliche Methode. II. Rankes Ideenlehre und die Jungrankianer).
- Die kulturhistorische Methode. Gaertner, Berlin 1900 (Digitalisat).
- Deutsche Geschichte der jüngsten Vergangenheit und Gegenwart. 2 Bände. Weidmann, Berlin 1912/1913 (Digitalisate: Band 1, Band 2).
- Deutscher Aufstieg 1750–1914. Perthes, Gotha 1914 (Digitalisat).
- Rektoratserinnerungen. Hrsg. von Arthur Köhler. F. A. Perthes, Gotha 1917.